# Culin
Culin és un municipi francès situat al departament de la Isèra i a la regió d'Alvèrnia-Roine-Alps. L'any 2007 tenia 626 habitants.

## Demografia

### Població
El 2007 la població de fet de Culin era de 626 persones. Hi havia 224 famílies de les quals 38 eren unipersonals (23 homes vivint sols i 15 dones vivint soles), 61 parelles sense fills, 110 parelles amb fills i 15 famílies monoparentals amb fills.
La població ha evolucionat segons el següent gràfic:
Habitants censats

### Habitatges
El 2007 hi havia 251 habitatges, 223 eren l'habitatge principal de la família, 23 eren segones residències i 4 estaven desocupats. 237 eren cases i 10 eren apartaments. Dels 223 habitatges principals, 193 estaven ocupats pels seus propietaris, 27 estaven llogats i ocupats pels llogaters i 4 estaven cedits a títol gratuït; 6 tenien dues cambres, 17 en tenien tres, 49 en tenien quatre i 151 en tenien cinc o més. 202 habitatges disposaven pel capbaix d'una plaça de pàrquing. A 70 habitatges hi havia un automòbil i a 144 n'hi havia dos o més.

### Piràmide de població
La piràmide de població per edats i sexe el 2009 era:
| Homes | Edats   | Dones |
| ----- | ------- | ----- |
| 0     | 95 o +  | 0     |
| 0     | 90 a 94 | 0     |
| 0     | 85 a 89 | 0     |
| 4     | 80 a 84 | 4     |
| 4     | 75 a 79 | 12    |
| 8     | 70 a 74 | 4     |
| 16    | 65 a 69 | 16    |
| 8     | 60 a 64 | 0     |
| 8     | 55 a 59 | 4     |
| 20    | 50 a 54 | 24    |
| 24    | 45 a 49 | 20    |
| 8     | 40 a 44 | 4     |
| 24    | 35 a 39 | 28    |
| 36    | 30 a 34 | 24    |
| 12    | 25 a 29 | 20    |
| 24    | 20 a 24 | 8     |
| 4     | 15 a 19 | 16    |
| 8     | 10 a 14 | 40    |
| 16    | 5 a 9   | 28    |
| 28    | 0 a 4   | 4     |

## Economia
El 2007 la població en edat de treballar era de 407 persones, 325 eren actives i 82 eren inactives. De les 325 persones actives 312 estaven ocupades (162 homes i 150 dones) i 14 estaven aturades (6 homes i 8 dones). De les 82 persones inactives 29 estaven jubilades, 38 estaven estudiant i 15 estaven classificades com a «altres inactius».

### Ingressos
El 2009 a Culin hi havia 236 unitats fiscals que integraven 674,5 persones, la mediana anual d'ingressos fiscals per persona era de 20.054 €.

### Activitats econòmiques
Dels 16 establiments que hi havia el 2007, 2 eren d'empreses alimentàries, 1 d'una empresa de fabricació de material elèctric, 2 d'empreses de fabricació d'altres productes industrials, 5 d'empreses de construcció, 1 d'una empresa de comerç i reparació d'automòbils, 1 d'una empresa d'hostatgeria i restauració, 2 d'empreses de serveis, 1 d'una entitat de l'administració pública i 1 d'una empresa classificada com a «altres activitats de serveis».
Dels 3 establiments de servei als particulars que hi havia el 2009, 2 eren guixaires pintors i 1 restaurant.
Els 2 establiments comercials que hi havia el 2009 eren fleques.
L'any 2000 a Culin hi havia 13 explotacions agrícoles que ocupaven un total de 486 hectàrees.

## Equipaments sanitaris i escolars
El 2009 hi havia una escola elemental.

## Poblacions més properes
El següent diagrama mostra les poblacions més properes.